# Sunrise Avenue
Sunrise Avenue is een vijftallige Finse rockband. Hun stijl varieert: van harde, dynamische rockliederen (bijvoorbeeld "Forever Yours") tot melodische rockliedjes, zoals "Heal Me".
In 2008 won Sunrise Avenue een European Border Breakers Award. De European Border Breakers Awards zijn prijzen die jaarlijks worden uitgereikt aan tien jonge veelbelovende Europese artiesten die het jaar ervoor succesvol buiten de eigen landsgrenzen debuteerden.
Op 2 december 2019 werd door de band bekendgemaakt dat zij stoppen. Een laatste single genaamd 'Thank you for everything' werd uitgebracht en in 2020 zou Sunrise Avenue een afscheidstour geven. Vanwege het Coronavirus is deze tour uitgesteld naar 2021.

## De band
- Samu Haber (*2 april 1976 in Helsinki)
 - songwriter, zanger, gitaar
- Raul Ruutu (*28 augustus 1975 in Vantaa)
 - basgitaar, achtergrondzanger
- Jukka Backlund (*30 december 1982 in Helsinki)
 - keyboard, producer (sinds 2005)
- Sami Osala (*10 maart 1980 in Seinäjoki)
 - drum (sinds 2005)
- Riku Rajamaa (*4 november 1975 in Helsinki)
 - , gitaar, achtergrondzanger (sinds 2007)

## Discografie

### Singles
| Single met hitnotering(en) in de Vlaamse Ultratop 50 | Datum van verschijnen | Datum van binnenkomst | Hoogste positie | Aantal weken | Opmerkingen |
| ---------------------------------------------------- | --------------------- | --------------------- | --------------- | ------------ | ----------- |
| Fairytale gone bad                                   | 12-01-2007            | 14-07-2007            | 12              | 16           |             |
| Hollywood hills                                      | 14-02-2011            | 30-04-2011            | 15              | 12           |             |
| I don't dance                                        | 04-07-2011            | 17-09-2011            | tip30           | -            |             |
| Somebody help me                                     | 30-01-2012            | 25-02-2012            | tip27           | -            |             |
| Lifesaver                                            | 04-10-2013            | 22-03-2014            | tip9            | -            |             |
| Flag                                                 | 06-10-2017            |                       |                 |              |             |
| Thank you for everything                             | 02-12-2019            |                       |                 |              |             |